# تيد غريس
تيد غريس (بالإنجليزية: Ted Grace)‏ هو سياسي بريطاني وأسترالي، ولد في 13 مارس 1931 في سوانزي في المملكة المتحدة. حزبياً، نشط في حزب العمال الأسترالي. وقد انتخب عضو مجلس النواب الأسترالي عن دائرة فولر ‏ (1 ديسمبر 1984 – 31 أغسطس 1998).